# Spinexocentrus
Spinexocentrus is een kevergeslacht uit de familie van de boktorren (Cerambycidae). De wetenschappelijke naam van het geslacht werd voor het eerst geldig gepubliceerd in 1958 door Breuning.

## Soorten
Spinexocentrus omvat de volgende soorten:
- Spinexocentrus laosensis Breuning, 1965
- Spinexocentrus spinipennis Breuning, 1958